# Jack Maddocks
Jack Angus Kirkby Maddocks (Sídney, 5 de febrero de 1997) es un jugador australiano de rugby que se desempeña como wing y juega en el Section Paloise del Top 14. Es internacional con la Wallabies desde 2018.

## Selección nacional
Maddocks representó a los Junior Wallabies y participó con ellos del mundial de Inglaterra 2016.
Michael Cheika lo convocó a los Wallabies para disputar The Rugby Championship 2018 y debutó contra los All Blacks.
Es suplente en su selección. En total lleva siete partidos jugados y un try marcado.